# Проклятие Аннабель: Зарождение зла
«Проклятие Аннабель: Зарождение зла» (англ. Annabelle: Creation) — американский фильм ужасов режиссёра Дэвида Ф. Сандберга и сценариста Гари Добермана, являющийся приквелом фильма «Проклятие Аннабель» и рассказывающий историю происхождения одержимой куклы Аннабель. Главные роли исполнили Стефани Сигман, Талита Бейтман, Энтони Лапалья и Миранда Отто. Премьера в США состоялась 10 августа 2017 года, в России — 11 августа. Фильм получил в целом положительные отзывы от критиков, которые высоко оценили атмосферу и актёрскую игру, а также посчитали его лучшим фильмом по сравнению с предшественником.

## Сюжет
В 1943 году, кукольник Сэмюэл Маллинс и его жена Эстер горюют из-за потери их семилетней дочери Аннабель (Би), которая умерла после того, как её сбил проезжающий автомобиль. Неизвестная сущность, которая, как они полагают, является духом их дочери, убеждает их заключить её в созданную Сэмюэлом фарфоровую куклу. Их радость вскоре превращается в мучение, когда Маллинсы понимают, что они привлекли демона, который ищет человека, чтобы вселиться в него. Они относят куклу в комнату Аннабель (Би) и запирают её в шкафу, внутри обклеенном страницами из Библии, перед тем как нанять священников для благословения обеих комнат и дома.
Двенадцать лет спустя, в 1955 году, Маллинсы открывают свой дом, чтобы обеспечить укрытие для сестры Шарлотты и шести девушек, которые остались без крова в результате закрытия детского дома. В ту первую ночь, Дженис, юная сирота, искалеченная полиомиелитом, пробуждается и пробирается в спальню Аннабель (Би), которая таинственным образом открылась. Она находит ключ для шкафа Аннабель (Би) и открывает его, невольно освобождая демона, который начинает терроризировать девушек, проявляя особый интерес к Дженис.
На вторую ночь, демон продолжает мучить Дженис, которая пытается уйти с помощью кресельного подъёмника. Демон оставил Дженис тяжёлые травмы, когда он поймал её и выкинул вниз со второго этажа. На следующий день, Дженис — теперь прикованную к инвалидной коляске — кто-то потащил в сарай. Демон принимает форму Аннабель (Би), успешно овладевая там Дженис. Одна из других детей-сирот, лучшая подруга Дженис, Линда, замечает изменения в её поведении и признаётся Сэмюэлю, что Дженис пробралась в комнату Аннабель (Би) и нашла куклу двумя ночами ранее. Вскоре после признания Линды демон убивает Сэмюэла.
Сестра Шарлотта говорит с обезображенной Эстер, прикованной к постели, чей глаз был выколот демоном во время их первой встречи двенадцать лет назад. Эстер говорит всю правду монахине про куклу и привидения в доме. Сестра Шарлотта становится всё более обеспокоенной тем, что демон будет и дальше мучить девушек.
Демон убивает Эстер, и теперь, расправившись с обоими супругами Маллинс, демон атакует сестру Шарлотту, когда та пытается забрать девочек из дома. Бесноватая Дженис продолжает преследовать Линду, которая прячется в комнате Аннабель (Би). Сестре Шарлотте удаётся вовремя остановить Дженис. Она запирает девочку и куклу в шкафу. На следующий день приезжает полиция, чтобы обыскать дом и его окрестности, и находит лишь куклу в шкафу спальни, которую извлекают в качестве доказательства. Дженис сбегает через дырку в стене шкафа, позже переезжая в детский дом в Санта-Монике. Теперь она выходит из него под именем «Аннабель», которую удочеряет семья Хиггинсов.
Двенадцать лет спустя, в 1967 году, Аннабель вступает в ученики в форме сатанинского культа со своим парнем. Однажды ночью они убили её приёмных родителей в их спальне, которая привлекает внимание своих ближайших соседей — дальше идут события оригинального фильма «Проклятие Аннабель».
Во время титров показаны ещё 2 сцены. Первая (в промежутке между титрами) показывает крупным планом куклу Аннабель, запертую внутри шкафа и сидящую неподвижно до тех пор, пока она внезапно и необъяснимо не поворачивает голову на зрителя. Во второй сцене (после титров) события происходят в Румынии в 1952 году в кырцинском цистерцианском аббатстве. Демон-монахиня Валак (который впервые появился в «Заклятии 2») приближается к зрителю по залу монастыря, неся с собой мрак и предрекая выход следующего фильма серии «Монахиня».

## В ролях
- Талита Бейтман — Дженис
  - Три О’Тул — взрослая Дженис / Аннабель Хиггинс
- Стефани Сигман — сестра Шарлотта
- Талита Бейтман — Дженис
- Лулу Уилсон — Линда
- Филиппа Култхард — Нэнси
- Грэйс Фултон — Кэрол
- Лу Лу Сафран — Тирни
- Тайлер Бак — Кейт
- Самара Ли — Аннабель «Би» Маллинс
- Энтони Лапалья — Сэмуэл Маллинс
- Миранда Отто — Эстер Маллинс
- Алисия Вела-Бэйли — миссис Маллинс
- Марк Брэмхолл — отец Мэсси
- Адам Бартли — офицер Фуллер
- Тайлер Джонсон — священник
- Лотта Лостен — агент по усыновлению
- Джозеф Бишара — демон Аннабель
- Брайан Хау — Пит Хиггинс
- Керри О’Мэлли — Шарон Хиггинс
- Аннабелль Уоллис — Миа (камео)
- Уорд Хортон — Джон Форм (камео)
- Бонни Ааронс — Валак / Монашка-демон (камео)

## Производство

### Создание
В октябре 2015 года было подтверждено, что вторая часть фильма «Аннабель» находится в разработке. В марте 2016 года Дэвид Ф. Сандберг заменил Джона Р. Леонетти в качестве режиссёра сиквела. Он назвал себя поклонником франшизы, особенно первого фильма, так как он был «более классическим, олдскульным ужастиком во многих отношениях». Джеймс Ван и студия New Line Cinema присоединились к Сандбергу, когда он был режиссёром фильма «И гаснет свет…». Сандберг и Ван встретились друг с другом в процессе производства «И гаснет свет…», когда фильм был снят компанией Вана Atomic Monster Productions. Сандберг был привлечён к данному фильму как к отдельному, в результате чего у него было больше творческой свободы. К написанию сценария фильма вернулся Гари Доберман. В марте 2017 года Сандберг сказал, что фильм будет приквелом оригинального фильма под названием «Проклятие Аннабель: Зарождение зла».
Сандберг использовал в фильме синемаскоп-кинематографию и умиротворяющую музыку. Он полагался на напряжение и беспокойство, в отличие от предсказуемых и дешёвых пугающих моментов. В отличие от его дебютного фильма «И гаснет свет…», в котором была тщательно продумана каждая сцена заранее, Сандберг подходил к «Проклятию Аннабель: Зарождение зла» по-другому, в процессе которого «он вдохновлялся созданием каждого момента во время съёмок».
Сандберг смягчил некоторые черты лица Аннабель, сделав ей более пухлые щёки и исправив прикус, чтобы сделать её больше похожей на детскую игрушку. Съёмка сцен с куклой оказалась для него испытанием, поскольку, по правилам, кукла должна была быть неподвижна. Режиссёру пришлось использовать всевозможные уловки, чтобы обойти это, например, бросая на куклу простыню и заставляя двигаться простыню. Консультантом по фильму был отец Роберт.

### Кастинг
В июне 2016 года Талита Бейтман, Миранда Отто и Стефани Сигман были добавлены в актёрский состав фильма. До присоединения к фильму Бейтман, Лулу Уилсон и Самара Ли смотрели фильм «Экзорцист». Они сказали, что не чувствовали напряжения или страха в процессе производства, и Сандберг отметил, что единственной проблемой в работе с ними было ограничение по количеству часов на площадке, поскольку они были несовершеннолетними и не могли работать после полуночи и сверхурочно. Бейтман была одной из актрис, которую Джеймс Ван рассматривал на роль Джанет в «Заклятии 2». Однако в итоге тогда была выбрана Мэдисон Вульф. На прослушивании Бейтман все были впечатлены ею. Её брат Гэбриел Бейтман снимался в фильме Сандберга «И гаснет свет…». Уилсон пробовалась на роль Линды, и в итоге была утверждена. Это стало её третьим фильмом ужасов после «Избави нас от лукавого» и «Уиджи. Проклятие доски дьявола».
Энтони Лапалья согласился сниматься после того, как его 14-летняя дочь подслушала разговор актёра по телефону об этом фильме. Он описал своего героя как «таинственного, тихого, но грубого человека, который скорбит по своей умершей дочери и медицинской дегенерации своей жены. Молодые дети-сироты, которые переезжают в полуразрушенный дом, боятся его». Чтобы войти в роль, он мало общался с молодыми актрисами на съёмочной площадке, дистанцировавшись от них.

### Съёмки
Основные съёмки начались 27 июня 2016 года в Лос-Анджелесе и в студии Warner Bros., располагавшейся в городе Бёрбанк. Съёмочный процесс был завершён 15 августа 2016 года. Сандберг использовал во время съёмок систему стедикам и отслеживал все съёмки, чтобы сохранялась атмосфера фильмов «Заклятие». По словам Сандберга, он не верит в призраков или в демонические сущности, заявив: «Я не испытывал ничего такого в жизни, заставившее бы меня поверить, что они существуют».

## Маркетинг

### КонкурсМоя Аннабель: Зарождение зла
В июле 2017 года, в рамках продвижения будущего фильма «Проклятие Аннабель: Зарождение зла»,  Warner Bros. Pictures совместно с Джеймсом Ваном объявили конкурс «Моя Аннабель: Зарождение зла».
Участники конкурса должны были снять короткометражный фильм, который «мог бы существовать во вселенной Заклятия», а режиссеры победивших фильмов выиграли поездку в Лос-Анджелес для встречи с режиссером Проклятия Аннабель: Зарождение зла, Давид Ф. Сандбергом, и руководителем New Line Cinema.
Крайним сроком подачи заявок было назначено 27 июля 2017 года. Были выбраны пять победителей конкурса из США (Медсестра), Великобритании (Исповедь), Мексики (Что случилось с мамой?), Швеции (Колыбельная Бланда) и Колумбии (Невинные души).

## Музыка
23 ноября 2016 года Бенджамин Уоллфисч был нанят, чтобы сочинить музыку для фильма. 4 августа 2017 года WaterTower Music выпустила альбом саундтреков из фильма.

## Релиз
Фильм был первоначально назначен на 19 мая 2017 года, но был отложен на 11 августа 2017 года, чтобы избежать конкуренции с фильмом «Чужой: Завет». Премьера в США состоялась на кинофестивале в Лос-Анджелесе 19 июня 2017 года. Премьера фильма в России состоялась 10 августа 2017 года.

## Прокат
«Проклятие Аннабель: Зарождение зла» собрал в прокате 102,1 млн долларов в Северной Америке и 204,4 млн долларов на остальных территориях, из них 5,9 млн долларов — в России. Общие сборы составляют $306,5 млн при бюджете в $15 млн. C выходом фильма франшиза «Заклятие» превысила порог в 1 млрд долларов, что делает её третьей самой кассовой серией в жанре «ужасы» после «Чужого» и «Обители зла».

### Отзывы критиков
Фильм получил в целом положительные отзывы кинокритиков (62 балла из 100 на Metacritic и 70 % положительных отзывов на Rotten Tomatoes). В основном была удостоена похвалы режиссура Дэвида Сандберга.
Издание The Hollywood Reporter положительно оценила использование Сандбергом декорации — огромной фермы, на которой проживает семейство кукольника Сэмуэля Маллинса. TheWrap высоко оценила режиссуру фильма: «Нового тут ничего нет, это стандартная история об одержимости бесами. Но как чисто техническое упражнение, перед нами нагнетание крипоты самого высшего разряда (в любом случае гораздо лучше „Аннабель“), в которой одна жуткая кукла, несколько зловеще-закрытых дверей и самая малость любопытных жертв и тёмных помещений поддерживают жизнь в жанре хорроров про дома с привидениями. Пресыщенные жанром знатоки вряд ли будут хватать партнёра за руку, кричать и громко умолять героев не ходить в темноту в одиночку, как это делают обычные зрители, но даже у них элегантная визуальная стилистика фильма должна вызвать одобрительную улыбку». Variety отметило «скромное количество жертв» по ходу повествования фильма. The Playlist считает, что, кроме режиссёрского стиля, фильм больше ничем не выделяется. Сайт Movie Nation оставил разгромную рецензию, назвав корнем всех бед сценарий Гари Добермана.

## Инциденты
В Бразилии одна из посетительниц сеанса во время просмотра фильма начала кричать и неистово кашлять, поэтому её пришлось вынести из кинозала на руках. За пределами зала бразильянка впала в истерику и била себя по голове, лёжа на полу, в результате чего ей были вынуждены вызвать скорую помощь. Прийти в себя девушка смогла лишь в машине. Сообщалось, что такую неадекватную реакцию вызвала сцена, в которой появляется девочка-демон. Своё поведение зрительница объяснить не смогла.

## Награды и номинации
| Год  | Премия               | Категория     | Номинация                    | Результат |
| ---- | -------------------- | ------------- | ---------------------------- | --------- |
| 2017 | 18-й Золотой трейлер | Лучший хоррор | New Line Cinema Buddha Jones | Номинация |